# Campo Grande (distrito de São Paulo)
Campo Grande é um distrito localizado na zona centro-sul do município de São Paulo. Muitas vezes a região do distrito é equivocadamente confundida com o bairro de Interlagos, este localizado no distrito vizinho do Socorro.

## História
A região de Campo Grande surgiu através de um loteamento e urbanização, ambos realizados pela Companhia City, a partir de 1953. O bairro planejado não obteve o retorno desejado, tal como outros empreendimentos de sucesso da Cia. City na capital paulista; o constante crescimento da região freou as expectativas de um bairro planejado na época. A partir das décadas de 1970 e 1980, o bairro se desenvolveu em uma grande área residencial, em torno dos recém instalados parques industriais, fato evidenciado até os dias atuais.

## Características
O distrito é delimitado pelas avenidas Interlagos, Yervant Kissajikian, Avenida Washington Luís, Vitor Manzini / Ponte do Socorro e em todo limite sudoeste, pelo Rio Pinheiros; esse trecho do rio também é conhecido como Rio Jurubatuba. São também as principais vias, junto com as avenidas Nações Unidas, Engenheiro Alberto de Zagottis e Nossa Senhora do Sabará, sendo que esta última corta o distrito de Norte a Sul.
As principais instalações fabris do distrito são: MWM do Brasil; Avon; Eurofarma; Schneider Electric e Femsa.
No distrito está localizado o mais antigo e principal campo de golfe da cidade, o São Paulo Golf Club, próximo ao bairro Jardim Bélgica. Também no distrito e localizado na extremidade sul, às margens do Rio Pinheiros está o aterro Santo Amaro.
Abriga fábricas, sedes de complexos industriais de diversas multinacionais, inúmeros e isolados galpões do setor industrial, todos instalados ao longo das avenidas Nações Unidas e Engenheiro Eusébio Stevaux; atualmente alguns estão sendo desativados e seus terrenos estão sendo incorporados por grandes construtoras.
O distrito também conta com três times de várzea muito tradicionais da região: o Grêmio Campo Grande, o Vila Anhanguera e o Estrela. Há também escolas tradicionais como o Colégio Santa Maria, Colégio Magister, o Centro Universitário SENAC e a Escola Estadual Ibrahim Nobre que faz parte do Programa de Ensino Integral.

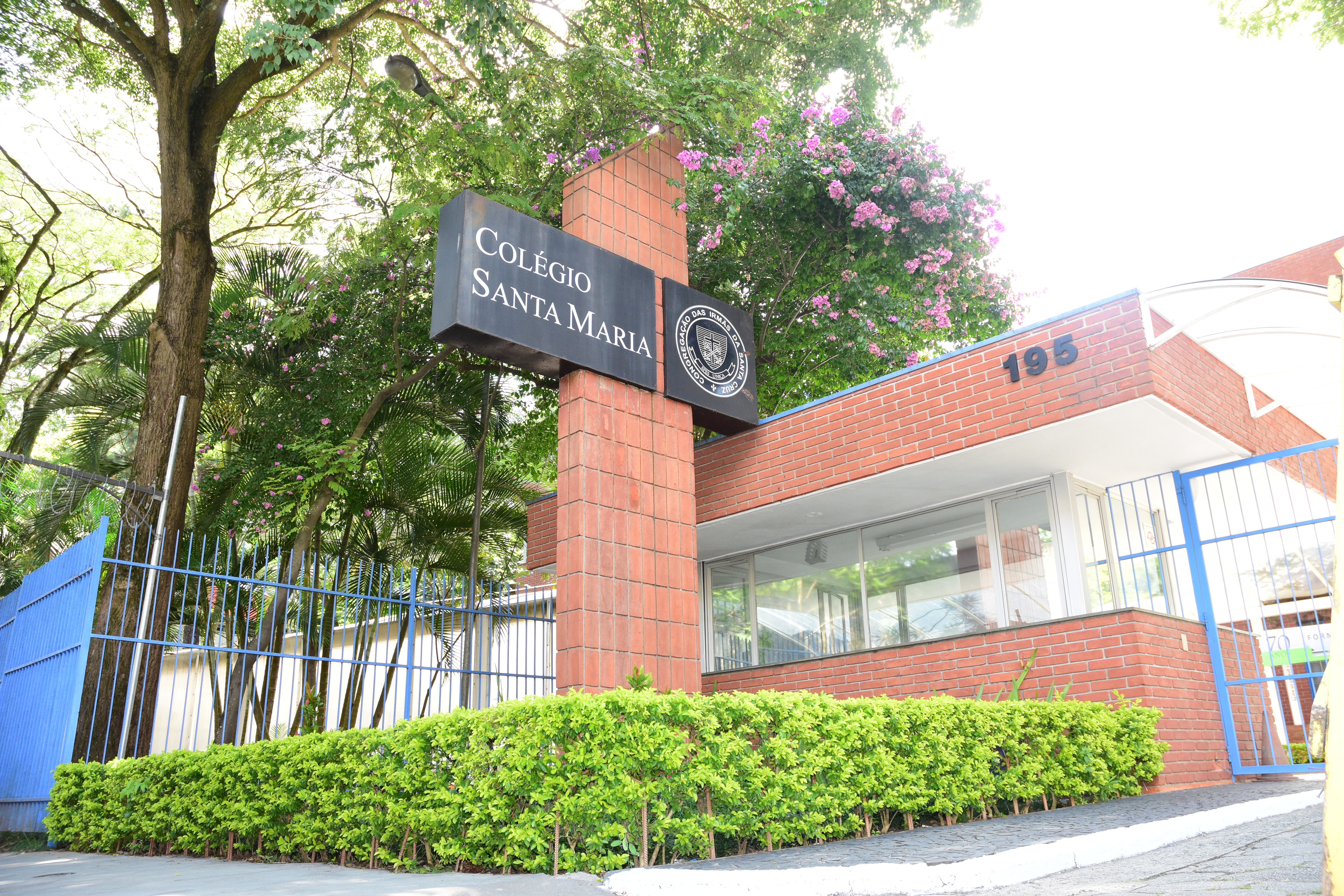
Colégio Santa Maria

Além deste dinamismo do setor industrial e construção civil, há grandes centros comerciais como o Shopping Interlagos e o Shopping SP Market, sendo neste último localizado o Parque da Mônica. Dois cemitérios de importância regional estão situados no distrito: Cemitério do Campo Grande e Cemitério de Congonhas, este último no bairro Jardim Marajoara. É atendido pela Linha 9–Esmeralda do Trem Metropolitano com a Estação Jurubatuba; muito próximo também está a Estação Socorro da mesma linha.

## Demografia
Evolução demográfica do distrito de Campo Grande

## Distritos limítrofes
- Santo Amaro (Norte)
- Cidade Ademar (Leste)
- Pedreira (Sudeste)
- Cidade Dutra (Sul)
- Socorro (Oeste)